# Спортсмен года в Эстонии
Спортсмен года в Эстонии — ежегодная награда, которая присуждается в Эстонии за спортивные достижения.

## История

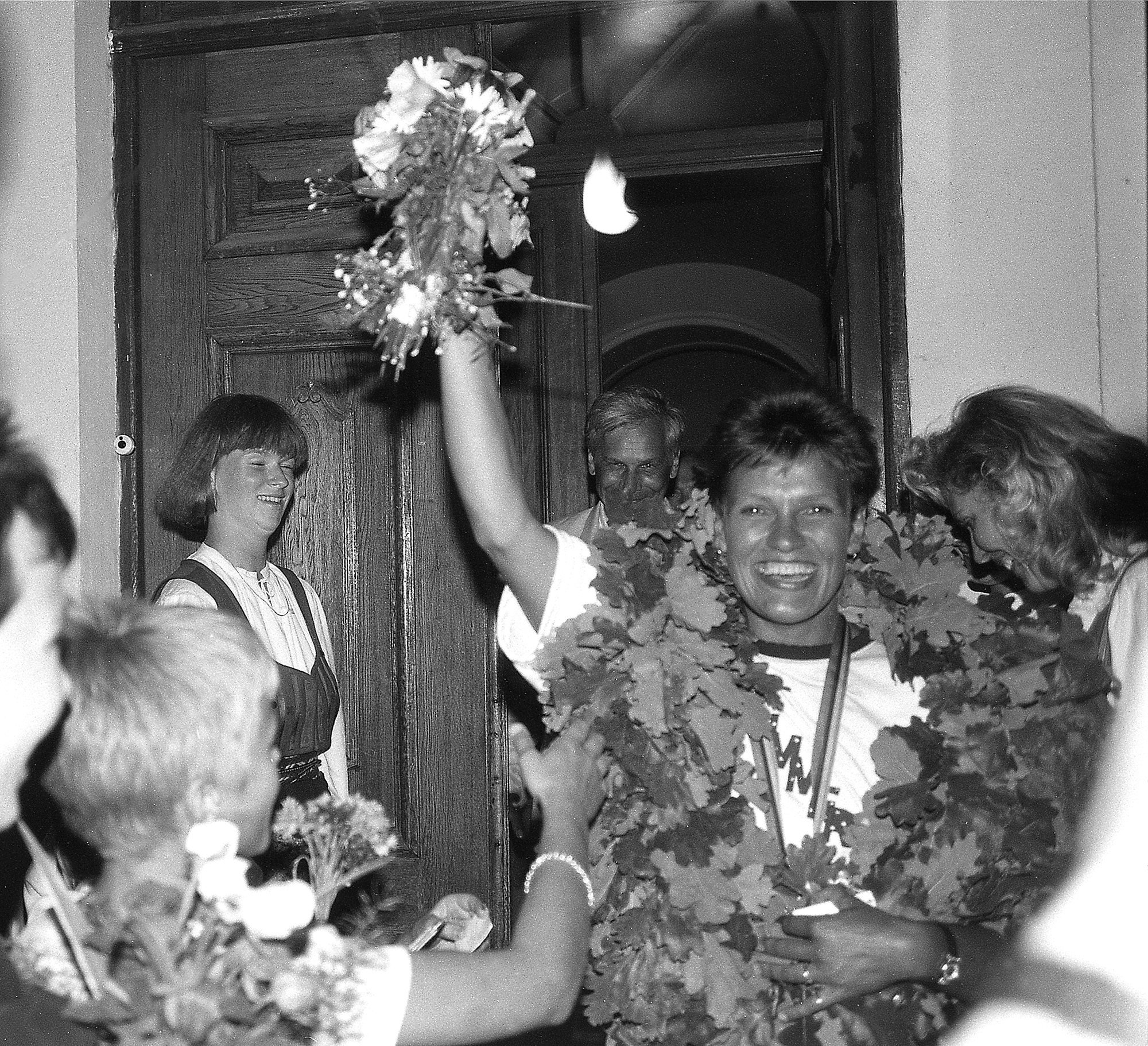
Велогонщица Эрика Салумяэ девять раз была признана спортсменом года в Эстонии

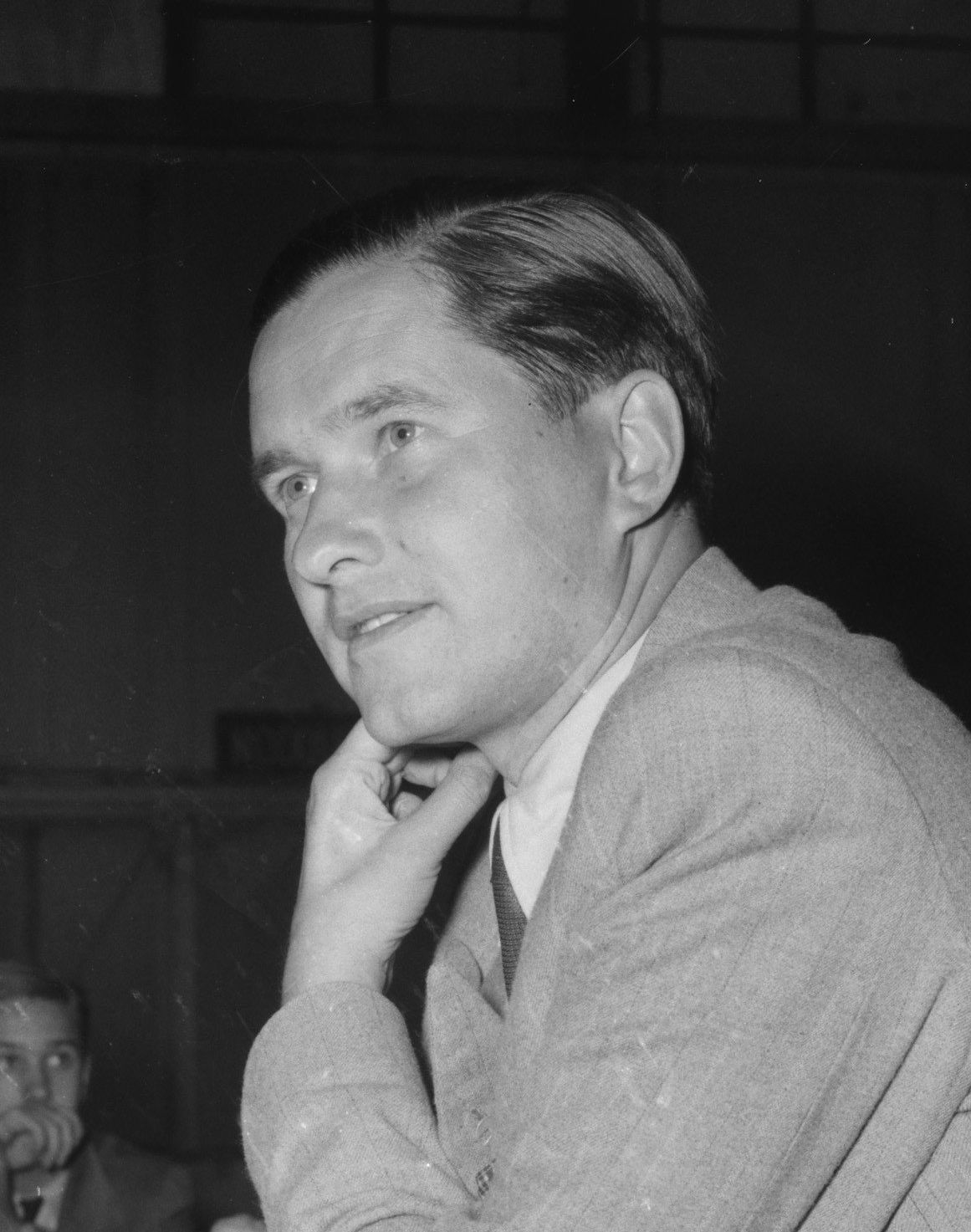
Шахматист Пауль Керес — самый возрастной обладатель награды

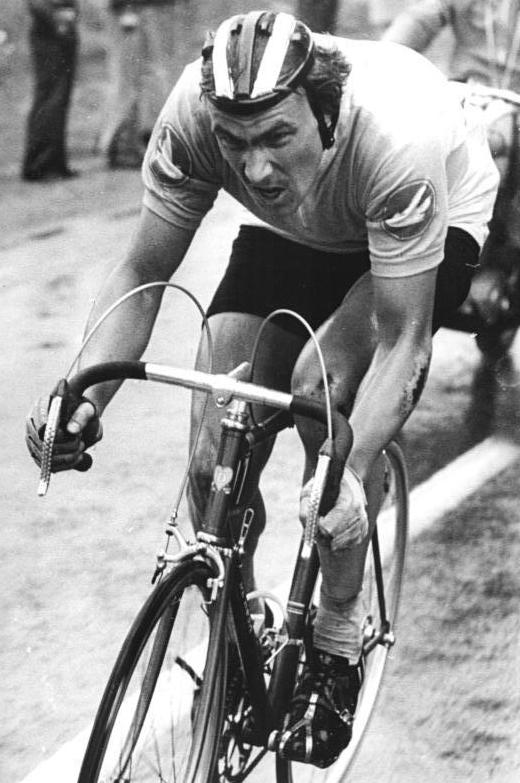
Велогонщик Ааво Пиккуус был лучшим спортсменом Эстонии пять лет подряд

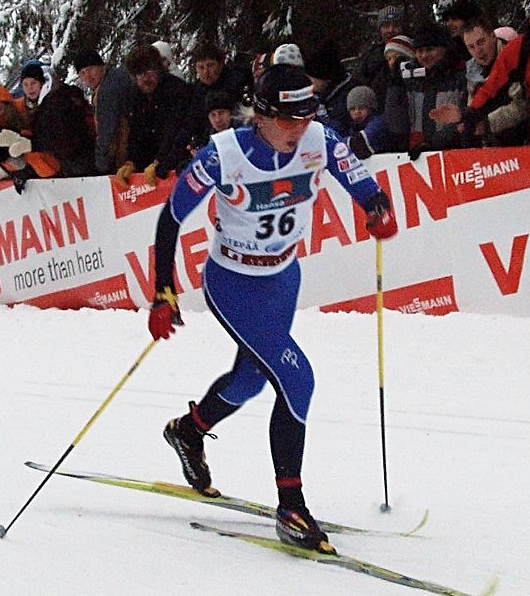
Лыжница Кристина Шмигун

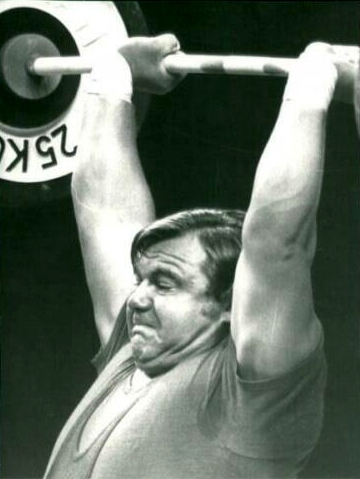
Тяжелоатлет Яан Тальтс

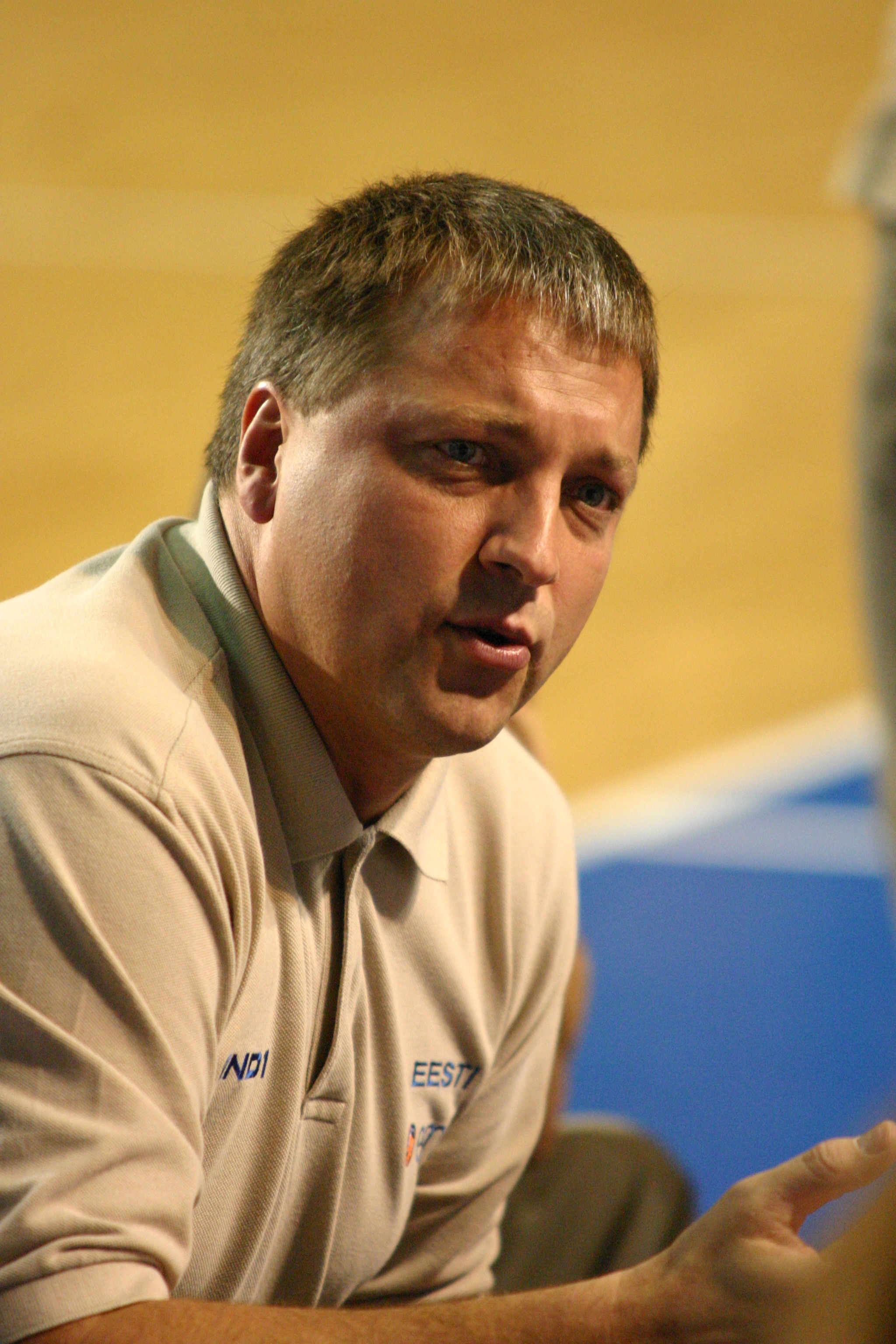
Баскетболист Тийт Сокк — единственный представитель командного вида спорта, удостоенный награды

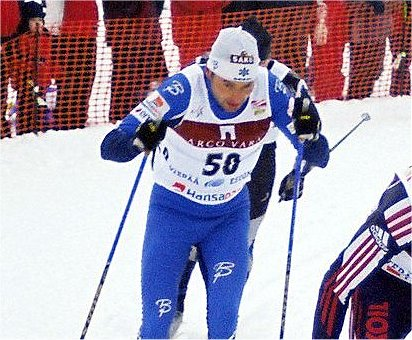
Лыжник Андрус Веэрпалу

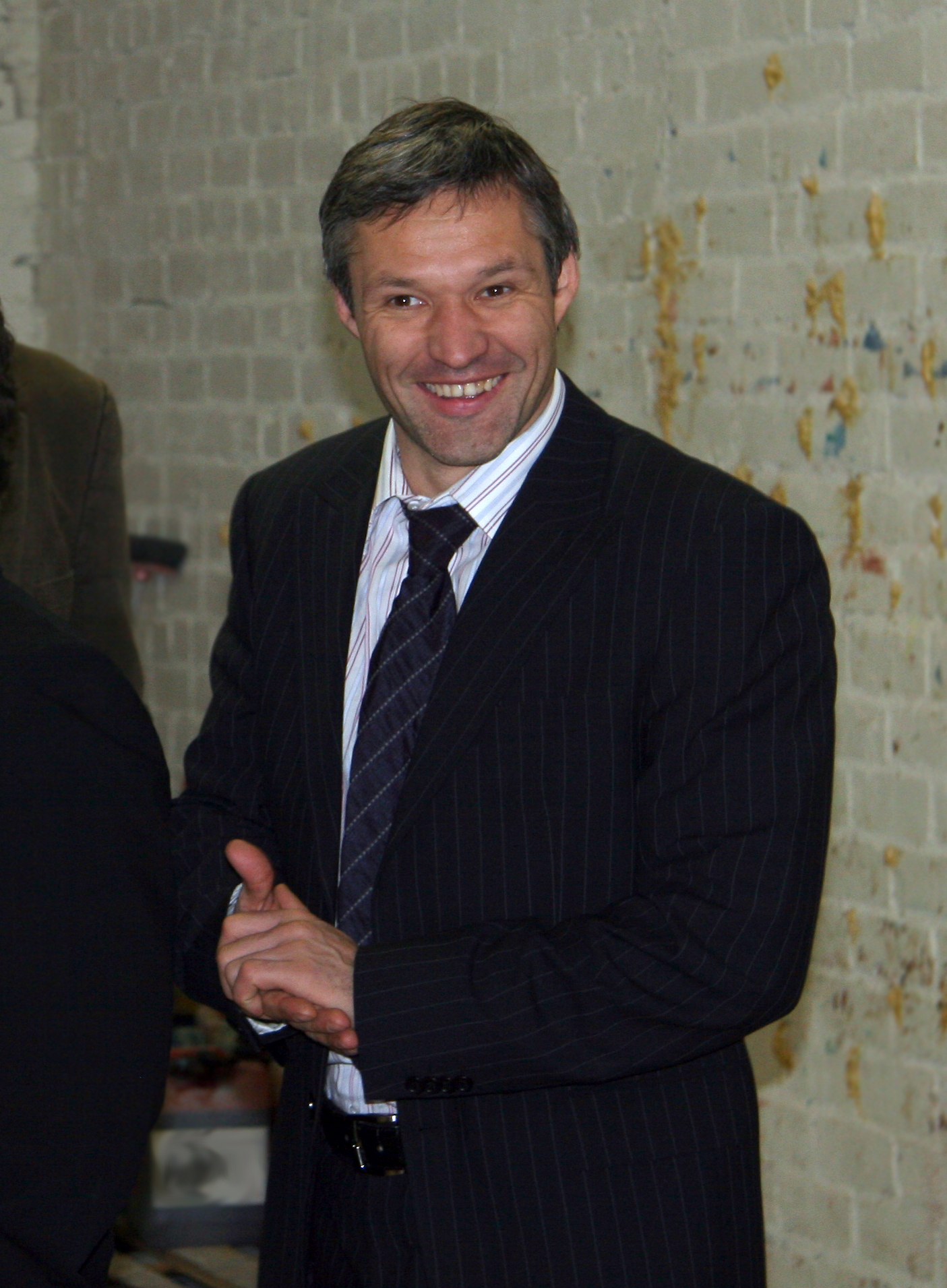
Легкоатлет Эрки Ноол

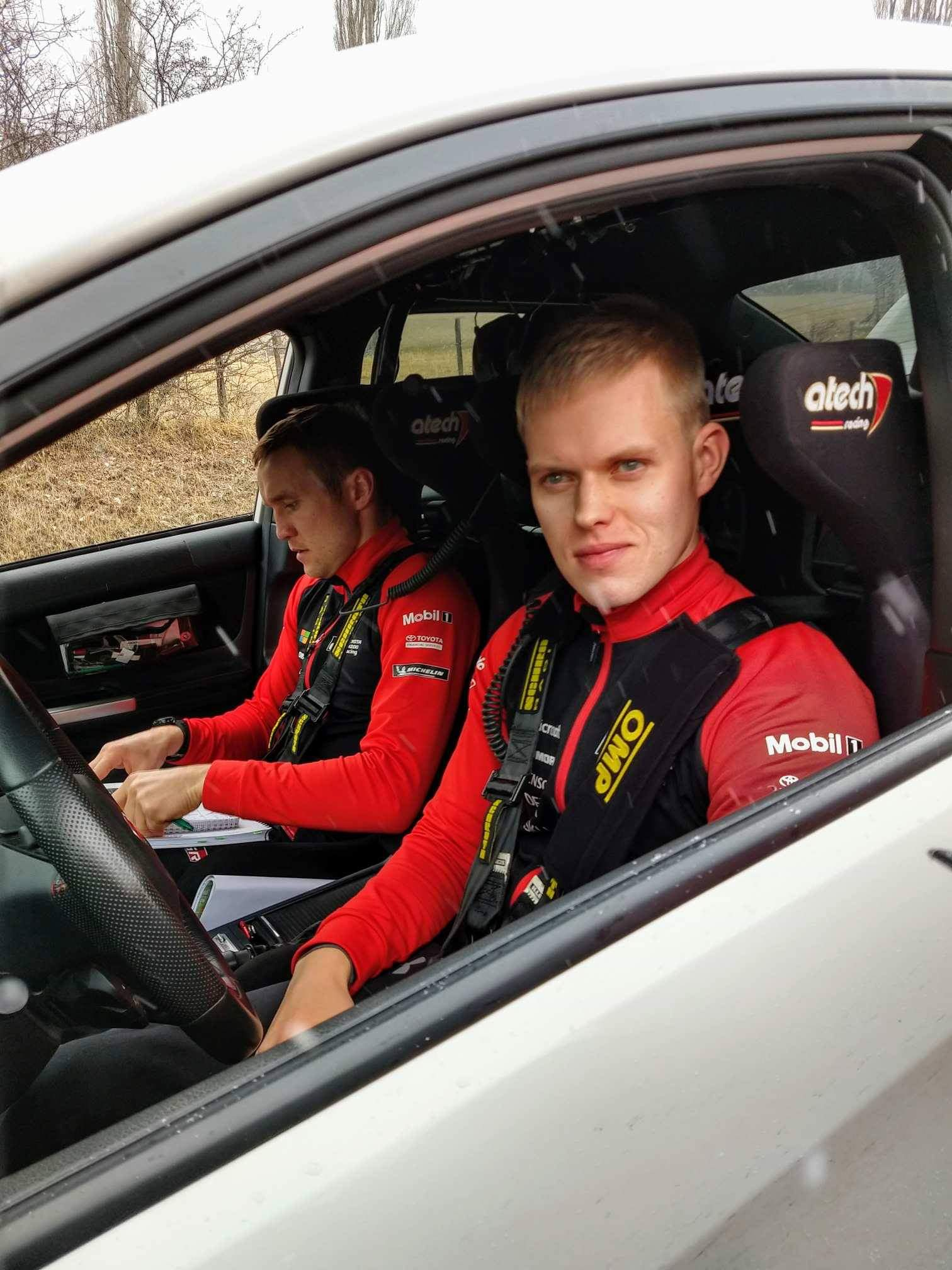
Автогонщики Отт Тянак и Мартин Ярвеойя

Впервые лучшего спортсмена по итогам года в Эстонии выбрали в 1931 году по итогам голосования читателей «Эстонского спортивного журнала». С 1933 года лучших определял Таллинский спортивный пресс-клуб.
Современная награда вручается непрерывно с 1955 года. До 1966 года мужчины и женщины претендовали на приз в общем зачёте, с 1967 года награду вручают отдельно лучшему спортсмену и лучшей спортсменке. В 2020 году из-за срыва многих соревнований, вызванного пандемией COVID-19, вновь вернулись к практике определения одного лучшего среди мужчин и женщин.
Приз представляет собой статуэтку «Кристьян» работы эстонского скульптора Мати Кармина.

## Победители
| Год  | Мужчины                      | Вид спорта                  | Женщины                  | Вид спорта               |
| ---- | ---------------------------- | --------------------------- | ------------------------ | ------------------------ |
| 1955 | Феликс Пиртс                 | лёгкая атлетика             | —                        | —                        |
| 1956 | Уно Палу                     | лёгкая атлетика             | —                        | —                        |
| 1957 | —                            | —                           | Ульви Воог               | плавание                 |
| 1958 | Уно Палу                     | лёгкая атлетика             | —                        | —                        |
| 1959 | Пауль Керес                  | шахматы                     | —                        | —                        |
| 1960 | Ханно Сельг                  | современное пятиборье       | —                        | —                        |
| 1961 | Тоомас Лейус                 | теннис                      | —                        | —                        |
| 1962 | Пауль Керес                  | шахматы                     | —                        | —                        |
| 1963 | Тоомас Лейус                 | теннис                      | —                        | —                        |
| 1964 | Антс Антсон                  | конькобежный спорт          | —                        | —                        |
| 1965 | Тоомас Лейус                 | теннис                      | —                        | —                        |
| 1966 | Март Вильт                   | лёгкая атлетика             | —                        | —                        |
| 1967 | Яан Тальтс                   | тяжёлая атлетика            | Лайне Эрик               | лёгкая атлетика          |
| 1968 | Яан Тальтс                   | тяжёлая атлетика            | Лайне Эрик (2)           | лёгкая атлетика          |
| 1969 | Яан Тальтс                   | тяжёлая атлетика            | Светлана Чиркова         | фехтование               |
| 1970 | Яан Тальтс                   | тяжёлая атлетика            | Тийу Пармас              | теннис                   |
| 1971 | Вамбола Хельм                | мотоспорт                   | Лууле Тулл               | мотоспорт                |
| 1972 | Яан Тальтс                   | тяжёлая атлетика            | Раиса Руус               | лёгкая атлетика          |
| 1973 | Айн Вильде                   | буерный спорт               | Илла Раудик              | подводное ориентирование |
| 1974 | Ааво Пиккуус                 | велоспорт                   | Эндла Велленд            | стрельба из лука         |
| 1975 | Ааво Пиккуус                 | велоспорт                   | Вирве Хольцмайер         | стрельба из лука         |
| 1976 | Ааво Пиккуус                 | велоспорт                   | Лийви Эрм                | пулевая стрельба         |
| 1977 | Ааво Пиккуус                 | велоспорт                   | Кайре Индриксон          | плавание                 |
| 1978 | Ааво Пиккуус                 | велоспорт                   | Реэт Пальм               | академическая гребля     |
| 1979 | Яак Уудмяэ                   | лёгкая атлетика             | Реэт Пальм               | академическая гребля     |
| 1980 | Яак Уудмяэ                   | лёгкая атлетика             | Марина Трофимова         | плавание                 |
| 1981 | Юрий Полянс                  | гребля на байдарках и каноэ | Инна Розе                | пулевая стрельба         |
| 1982 | Хейно Пуусте                 | лёгкая атлетика             | Инна Розе                | пулевая стрельба         |
| 1983 | Хейно Пуусте                 | лёгкая атлетика             | Эрика Салумяэ            | велоспорт                |
| 1984 | Тийт Хаагма                  | буерный спорт               | Эрика Салумяэ (2)        | велоспорт                |
| 1985 | Рихо Суун                    | велоспорт                   | Кайя Парве               | биатлон                  |
| 1986 | Хейно Пуусте                 | лёгкая атлетика             | Кайя Парве (2)           | биатлон                  |
| 1987 | Яан Эльвест                  | шахматы                     | Эрика Салумяэ (3)        | велоспорт                |
| 1988 | Аллар Леванди                | лыжное двоеборье            | Эрика Салумяэ (4)        | велоспорт                |
| 1989 | Яан Эльвест (2)              | шахматы                     | Эрика Салумяэ (5)        | велоспорт                |
| 1990 | Юрий Яансон                  | академическая гребля        | Эрика Салумяэ (6)        | велоспорт                |
| 1991 | Тийт Сокк                    | баскетбол                   | Кристина Нурк            | подводное плавание       |
| 1992 | Кайдо Кааберма               | фехтование                  | Эрика Салумяэ (7)        | велоспорт                |
| 1993 | Индрек Сеи                   | плавание                    | Оксана Ермакова          | фехтование               |
| 1994 | Аго Марквардт                | лыжное двоеборье            | Маргрит Тооман           | современное пятиборье    |
| 1995 | Юрий Яансон (2)              | академическая гребля        | Эрика Салумяэ (8)        | велоспорт                |
| 1996 | Эрки Ноол                    | лёгкая атлетика             | Эрика Салумяэ (9)        | велоспорт                |
| 1997 | Эрки Ноол (2)                | лёгкая атлетика             | Кристина Шмигун          | лыжные гонки             |
| 1998 | Эрки Ноол (3)                | лёгкая атлетика             | Яне Салумяэ              | лёгкая атлетика          |
| 1999 | Андрус Веэрпалу              | лыжные гонки                | Кристина Шмигун (2)      | лыжные гонки             |
| 2000 | Эрки Ноол (4)                | лёгкая атлетика             | Кристина Шмигун (3)      | лыжные гонки             |
| 2001 | Андрус Веэрпалу (2)          | лыжные гонки                | Хейди Рохи               | фехтование               |
| 2002 | Андрус Веэрпалу (3)          | лыжные гонки                | Кристина Шмигун (4)      | лыжные гонки             |
| 2003 | Андрус Вярник                | лёгкая атлетика             | Кристина Шмигун (5)      | лыжные гонки             |
| 2004 | Юрий Яансон (3)              | академическая гребля        | Кристина Шмигун (6)      | лыжные гонки             |
| 2005 | Андрус Вярник (2)            | лёгкая атлетика             | Марика Вызу              | фехтование               |
| 2006 | Андрус Веэрпалу (4)          | лыжные гонки                | Кристина Шмигун (7)      | лыжные гонки             |
| 2007 | Герд Кантер                  | лёгкая атлетика             | Ирина Эмбрих             | фехтование               |
| 2008 | Герд Кантер (2)              | лёгкая атлетика             | Кайя Канепи              | теннис                   |
| 2009 | Андрус Веэрпалу (5)          | лыжные гонки                | Ксения Балта             | лёгкая атлетика          |
| 2010 | Николай Новосёлов            | фехтование                  | Кристина Шмигун-Вяхи (8) | лыжные гонки             |
| 2011 | Герд Кантер (3)              | лёгкая атлетика             | Трийн Альянд             | плавание                 |
| 2012 | Хейки Наби                   | греко-римская борьба        | Трийн Альянд (2)         | плавание                 |
| 2013 | Николай Новосёлов (2)        | фехтование                  | Юлия Беляева             | фехтование               |
| 2014 | Расмус Мяги                  | лёгкая атлетика             | Эрика Кирпу              | фехтование               |
| 2015 | Март Сейм                    | тяжёлая атлетика            | Эпп Мяэ                  | вольная борьба           |
| 2016 | Расмус Мяги (2)              | лёгкая атлетика             | Ксения Балта (2)         | лёгкая атлетика          |
| 2017 | Отт Тянак                    | автоспорт                   | Юлия Беляева (2)         | фехтование               |
| 2018 | Магнус Кирт                  | лёгкая атлетика             | Саския Алусалу           | конькобежный спорт       |
| 2019 | Магнус Кирт (2)              | лёгкая атлетика             | Келли Сильдару           | фристайл                 |
| 2020 | Отт Тянак (2) Мартин Ярвеойя | автоспорт                   | —                        | —                        |
| 2021 | Расмус Мяги (3)              | лёгкая атлетика             | Катрина Лехис            | фехтование               |
| 2022 | Янек Ыйглане                 | лёгкая атлетика             | Келли Сильдару (2)       | фристайл                 |
| 2023 | Карел Тильга                 | лёгкая атлетика             | Энели Ефимова            | плавание                 |
| 2024 | Йоханнес Эрм                 | лёгкая атлетика             | Энели Ефимова (2)        | плавание                 |

## Статистика

### По видам спорта
Обладателями награды становились представители 25 видов спорта.
| Вид спорта                  | Награждений |
| --------------------------- | ----------- |
| Лёгкая атлетика             | 28          |
| Велоспорт                   | 15          |
| Лыжные гонки                | 13          |
| Фехтование                  | 11          |
| Плавание                    | 6           |
| Тяжёлая атлетика            | 6           |
| Академическая гребля        | 5           |
| Теннис                      | 5           |
| Шахматы                     | 4           |
| Пулевая стрельба            | 3           |
| Автоспорт                   | 2           |
| Биатлон                     | 2           |
| Буерный спорт               | 2           |
| Конькобежный спорт          | 2           |
| Лыжное двоеборье            | 2           |
| Мотоспорт                   | 2           |
| Современное пятиборье       | 2           |
| Стрельба из лука            | 2           |
| Баскетбол                   | 1           |
| Вольная борьба              | 1           |
| Гребля на байдарках и каноэ | 1           |
| Греко-римская борьба        | 1           |
| Подводное ориентирование    | 1           |
| Подводное плавание          | 1           |
| Фристайл                    | 1           |

### По числу награждений
Чаще всего награда доставалась велогонщице Эрике Салумяэ — девять раз (1983—1984, 1987—1990, 1992, 1995—1996). Восемь раз лучшей становилась лыжница Кристина Шмигун (позже Шмигун-Вяхи) (1997, 1999—2000, 2002—2004, 2006, 2010).
Больше всех наград подряд завоевал велогонщик Ааво Пиккуус — он был лучшим спортсменом на протяжении пяти лет (1974—1978).
Среди обладателей награды разных лет есть три представительницы одной династии пловцов. В 1957 году лучшим спортсменом стала Ульви Воог, в 1977 году лучшей спортсменкой признали её дочь Кайре Индриксон, в 2011—2012 годах — внучку Воог и племянницу Индриксон Трийн Альянд.

### По возрасту
Самыми молодыми обладателем награды являются 16-летние пловчихи Кайре Индриксон (1977) и Энели Ефимова (2023), самым возрастным — награждённый в 1962 году 46-летний шахматист Пауль Керес.